# Българска асоциация за закрила на пациентите
Българска асоциация за закрила на пациентите, съкратено БАЗП, е неправителствена организация в обществена полза, учредена през 2002 г.
Основната ѝ дейност по защита правата на пациентите е свързана с превенция на социално-значимите заболявания, както и дейности по създаване на по-добри условия и практики за лечение на отделните видове заболявания: сърдечно-съдови заболявания, онкологични заболявания, ендокринни заболявания, зависимости, белодробни заболявания, редки болести, както и защитата и интересите на увредени и заразени пациенти.

## История
БАЗП е създадена през 2002 г., сред учредителите на организацията е Пламен Таушанов, който след това става и неин председател.
През 2002 г., по инициатива на БАЗП е организирано подписване на рамково споразумение между БАЗП и съществуващите по това време 7 организации и фондации по различни видове заболявания за защита на правата на пациентите в България, и внасяне на Законопроект за правата на пациентите изработен от БАЗП в Народното събрание.
През 2003 г. БАЗП завежда и печели дело срещу Националната здравноосигурителна каса за незаконното спиране реимбурсирането на лекарства за домашно лечение с 50 %, на основание на което, през 2004 г. пациентите имат право да си върнат 160 млн. лева с индивидуални искове.